# Estreia

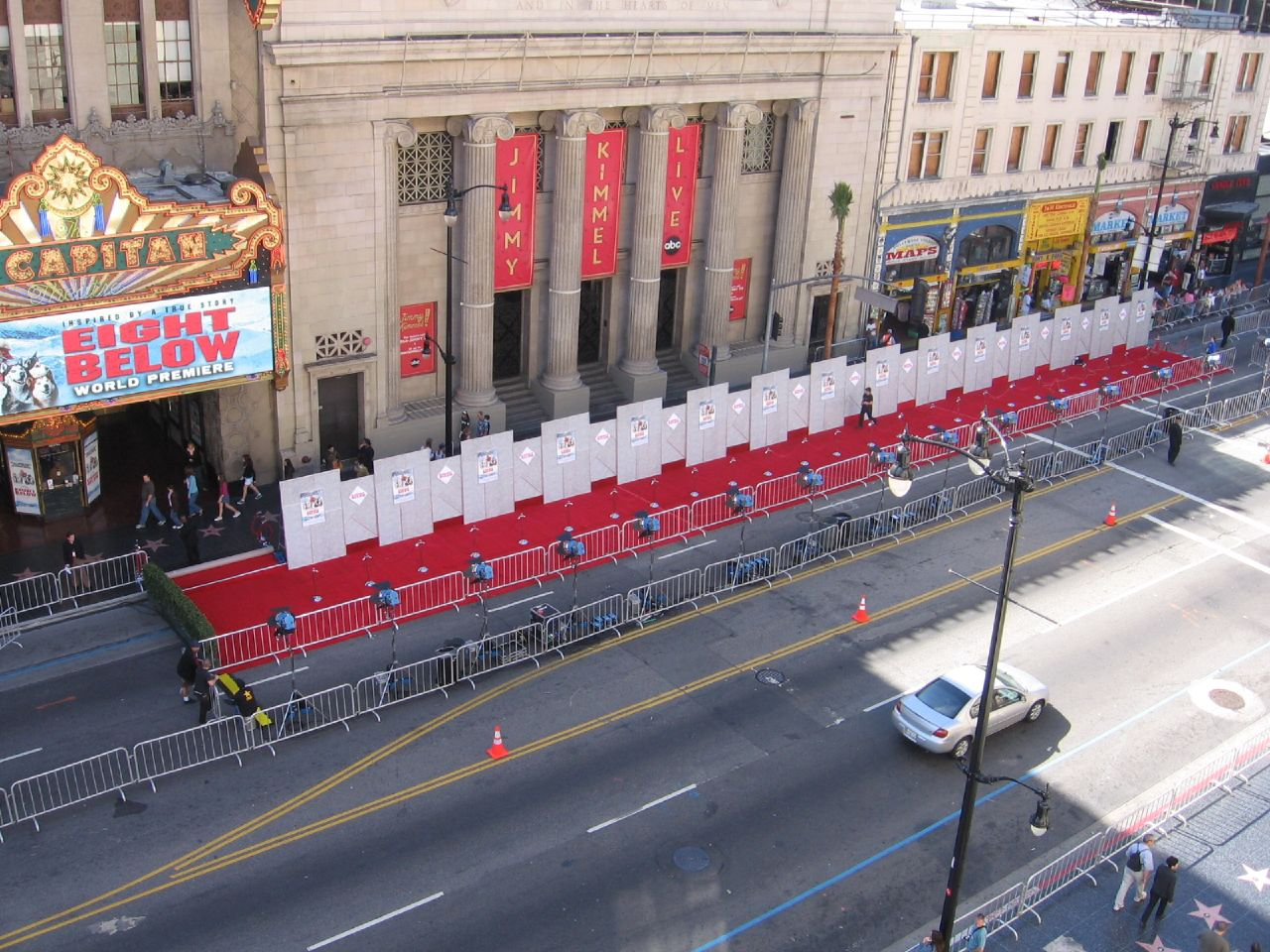
Cenário para uma estreia de um filme nos Estados Unidos, em 2006

Estreia (RO 1971: Estréia) (ou première, do termo em língua francesa, "primeira") significa em geral "uma primeira exibição". É um termo aplicável a peças de teatro, filmes, óperas, etc. As estreias de peças teatrais, musicais e outros eventos culturais tornaram-se acontecimentos extravagantes, atraindo grande número de personalidades da vida social e a atenção da mídia. As estreias de peças musicais, filmes ou outros eventos culturais tornam-se grandes eventos, atraindo um grande número de personalidades da vida pública (celebridades) que desfilam no "tapete vermelho" ou comparecem somente para comunicação social em locaia designados ao público, ou usados como apoio publicitário.
Muitas vezes, uma obra terá muitas estreias: uma estreia mundial (a primeira vez que é exibida em qualquer lugar do mundo) e sua primeira apresentação em cada país. Quando uma obra é originária de um país que fala uma língua diferente daquela em que está recebendo sua estreia nacional ou internacional, é possível ter duas estreias para a mesma obra no mesmo país—por exemplo, a peça The Maids, do dramaturgo francês Jean Genet, recebeu sua estreia britânica (que também passou a ser sua estreia mundial) em 1952, em uma produção dada em língua francesa. Quatro anos depois, foi encenada novamente, desta vez em inglês, que foi sua estreia em língua inglesa na Grã-Bretanha.

## História

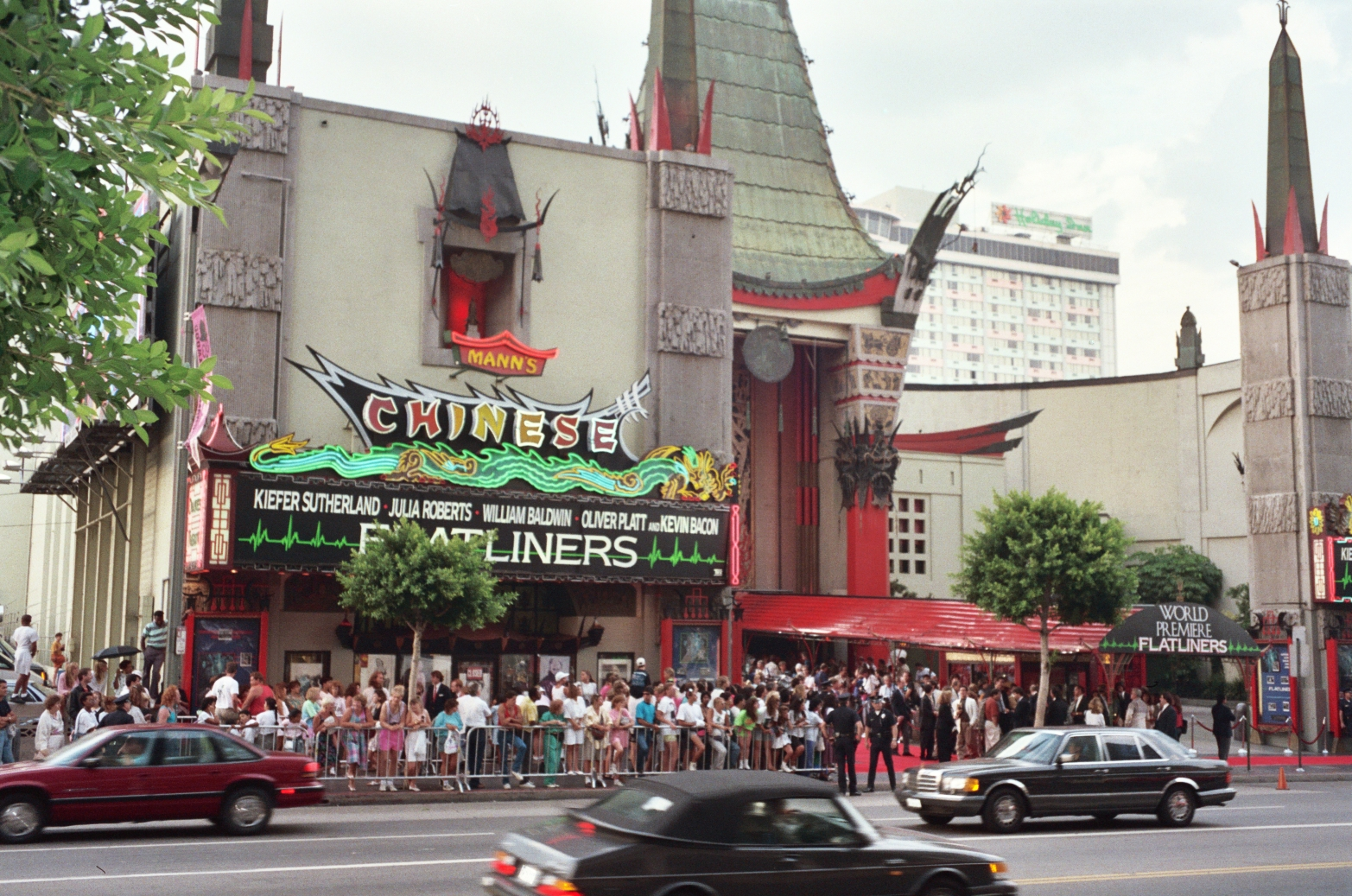
Estreia do filme Flatliners, no Grauman's Chinese Theatre, Hollywood, 1990

Raymond F. Betts atribui a introdução da estreia de filmes ao empresário Sid Grauman, que fundou o Grauman's Chinese Theatre. A primeira estreia em Hollywood foi para o filme Robin Hood de 1922, estrelado por Douglas Fairbanks, em frente ao Egyptian Theatre. No final da década de 1920, o tapete vermelho tornou-se sinônimo de estreias de filmes.